# Catherine de Vertus
Catherine de Vertus, plus connue sous le nom de mademoiselle de Vertus est née en 1617 et décédée en 1692.

## Biographie
Elle est la fille de Claude d'Avaugour ou de Bretagne-Avaugour (1581-1637), comte de Vertus, et de Catherine, fille de Guillaume Fouquet de La Varenne.
Issue d'une famille de grande noblesse, c'est une femme du monde. Très lettrée, elle entre dans le monde et à la Cour par l'intermédiaire de sa sœur, Marie d'Avaugour (1610-1657), la duchesse de Montbazon, mariée à Hercule de Rohan-Montbazon. Elle est une amie de la duchesse de Rohan à partir de 1650.
En 1654, elle fait la connaissance de la duchesse de Longueville, dont elle devient la dame de compagnie. Elle entre alors dans l'orbite de Port-Royal des Champs et du jansénisme. Elle prend Antoine Singlin comme confesseur et noue des liens avec plusieurs théologiens de Port-Royal.
À la mort de Singlin, Louis-Isaac Lemaistre de Sacy devient son confesseur. Elle s'occupe particulièrement de lui pendant sa captivité à la Bastille, entre 1666 et 1668.
Elle fait de fréquentes visites à Port-Royal des Champs à partir de 1669 et s'y retire en 1670, se faisant construire une petite maison à côté de celle de la duchesse de Longueville. Elle devient officiellement une Bienfaitrice du monastère en 1674 et prend l'habit de novice. Elle ne sera toutefois jamais religieuse.
Elle vit alors selon la stricte règle cistercienne et meurt le 21 novembre 1692. Son corps est enterré dans le cimetière des moniales. Lors de la destruction du monastère en 1711, il sera déplacé à Malnoue, dans le monastère de sa sœur.
Jean Racine a écrit son épitaphe :

« Ici repose Catherine-Françoise de Bretagne, demoiselle de Vertus. Elle passa sa plus tendre jeunesse dans le désir de se donner à Dieu, pratiquant dès lors avec un goût particulier la règle de saint Benoît dans un monastère […]. Elle se retira dans cette maison, dont elle embrassa toutes les pratiques, et où ses violentes maladies, qui l'attachèrent au lit pendant les onze dernières années de sa vie, l'empêchèrent seules de faire profession. Mais elles n'empêchèrent pas sa régularité à réciter tous les jours l'office aux mêmes heures de la communauté, son attention aux nécessités du prochain, sa charité pour toutes les sœurs, et surtout son attention à Dieu dans une adoration perpétuelle au milieu de tous ses maux, qu'elle souffrit avec une extrême humilité et avec une patience incroyable. Enfin, âgée de soixante-quatorze ans, après avoir laissé ce qui lui restait de bien aux pauvres et vécu pauvre elle-même, elle rendit son âme à Dieu, munie de tous les sacrements des mourants, au milieu de toutes les sœurs. »

## Sources
- Dictionnaire de Port-Royal, sous la direction de Jean Lesaulnier et Anthony McKenna, Honoré Champion 2004.
- Notice sur le site de la Société des Amis de Port-Royal